# Europæisk bipest
Europæisk bipest er en smitsom tarmsygdom hos honningbi-larver forårsaget af bakterien Melissococcus pluton. Larver i alle stadier er modtagelig for infektion. Smitten sker ved indtagelse af foder, der er forurenet med bakterien, eller ved overførsel fra inficerede arbejderbier, som står for yngelplejen.
I larvernes midttarm formerer bakterierne sig voldsomt og optager den føde, som larven ellers selv skulle leve af. Resultatet er, at de inficerede larver risikerer at dø af sult. Larverne dør normalt 1 - 2 dage før deres sekskantede celle forsegles eller kort tid derefter.
Det er ikke usædvanligt, at smitten breder sig til en stor del af koloniens yngel. Denne svækkelse kan i sidste ende fører til, at honningbi-kolonien bliver mere sårbar og går helt til grunde. Der er dog geografiske forskelle i dødeligheden forårsaget af Melissococcus pluton.
Nogle larver overlever infektionen med Melissococcus pluton. Dødeligheden afhænger sandsynligvis både af bakteriemængden og mængden af føde, som larven har til rådighed. Europæisk bipest rammer således formentlig kolonier, som mangler føde eller arbejderbier til at tage sig af yngelplejen, hårdest. Overlever larven kan den dog efterfølgende sprede den sygdomsfremkaldende bakterie i kolonien via dens ekskrementer.
Udbredelsen af Europæisk bipest er trods navnet ikke begrænset til Europa. Sygdommen er således påvist de fleste steder i verden, hvor man holder honningbier.